# Sakura Taisen : École de Paris
Sakura taisen : École de Paris est une série télévisée d'animation japonaise en 3 épisodes de 30 minutes, créée par les studios Radix et diffusée sous forme d'OAV.

## Synopsis
À la suite de la réussite de l'Équipe des Fleurs au Japon, une troupe de combattante spirituelle est assemblée à Paris, elle aussi la proie des démons.

## Voix japonaises
- Noriko Hidaka : Erica Fontaine
- Akio Suyamav : Ichiro Ogami
- Etsuko Kozakura : Coquelicot
- Kikuko Inoue : Lobelia Carlini
- Saeko Shimazu : Glycine Bleumer
- Yoshino Takamori : Hanabi Kitaooji
- Miho Saiki : White Cat Dancers

## Épisodes
1. Les fleurs de l'aube (夜明けの花, The Flowers of Dawn) 19-03-2003
2. Le chat noir et mauvaise femme (黒猫と悪女, The Black Cat and the Wicked Woman) 18-06-2003
3. La ville d'amour (恋する都市, City of Love) 20-08-2003

## Commentaires
Édité en France chez AK Vidéo.